# Hu Ban
Pour les articles homonymes, voir Hu.
Dans ce nom chinois, le nom de famille, Hu, précède le nom personnel.
Hu Ban (?-234) Général des Shu. D’abord subordonné de Wang Zhi pour le compte de Cao Cao, il sauva la vie à Guan Yu en lui révélant un complot pour meurtre dans lequel il était visé, alors que la tâche lui fut confiée. 
Plus tard, quelque temps avant la Bataille de Fan en l’an 219, Hu Ban vint rejoindre Guan Yu dans la province de Jing. Reconnaissant des services rendus dans le passé, Guan Yu le fit envoyé à Chengdu afin qu’il y reçoive un rang officiel parmi les Shu. Lors de la dernière expédition du Shu Han, Hu Ban fut blessé sur la rivière par des flèches et tomba dans la rivière et se noya.